# La Cochère
La Cochère est une ancienne commune française, située dans le département de l'Orne en région Normandie, devenue le 1er janvier 2017 une commune déléguée au sein de la commune nouvelle de Gouffern en Auge.
La Cochère est peuplée de 148 habitants (les Francs-Bigles).

## Géographie
La commune est entre pays d'Auge, pays d'Ouche, campagne d'Alençon et plaine d'Argentan. Elle n'a pas de bourg et son église est à 3 km au sud du Pin-au-Haras, à 6 km à l'ouest de Nonant-le-Pin, à 16 km à l'est d'Argentan et à 16 km au nord de Sées.
| Silly-en-Gouffern | Le Pin-au-Haras, Exmes | Ginai         |
| Silly-en-Gouffern | La Cochère             | Nonant-le-Pin |
| Almenêches        | Almenêches             | Nonant-le-Pin |

## Toponymie
Le nom  de la localité est attesté sous les formes Saltacocheria entre 1119 et 1157, La Cochiere en 1311.
La Cochère : ce toponyme provient de l'agglutination de l'ancien français coq et du suffixe aria qui signifie : l'« endroit où l'on élève des coqs », (sans doute de combat).

### Micro-toponymie
Accrue en 1813 de La Roche-de-Nonant. 
La Roche-de-Nonant : le nom est attesté sous la forme apud Roquam vers 1350.
De l'oïl roche « rocher, château fort », d'origine pré-celtique

## Histoire
En 1813, La Cochère (250 habitants en 1806) absorbe La Roche-Nonant (215 habitants) à l'est de son territoire.

## Politique et administration
| Période                                  | Période               | Identité        | Étiquette    | Qualité |
| ---------------------------------------- | --------------------- | --------------- | ------------ | --- |
| Les données manquantes sont à compléter. |                       |                 |              | |
| ca. 1912                                 |                       | M. Huot         |              | |
| avant 1952                               | novembre 1958 (décès) | Charles Ernult  |              | |
| ca. 1979                                 | après 1982            | Élie de Brignac |              | Éleveur |
| Les données manquantes sont à compléter. |                       |                 |              | |
| 1985                                     | décembre 2016         | Patrick Mussat  | DVD puis UMP | Avocat Conseiller général d'Exmes (1992 → 2015) Vice-président du conseil général (1998 → 2015) Président de la CC du Pays du Haras du Pin (1997 → 2016) |

Le conseil municipal était composé de onze membres dont le maire et deux adjoints.

## Démographie
L'évolution du nombre d'habitants est connue à travers les recensements de la population effectués dans la commune depuis 1793. À partir du 1er janvier 2009, les populations légales des communes sont publiées annuellement dans le cadre d'un recensement qui repose désormais sur une collecte d'information annuelle, concernant successivement tous les territoires communaux au cours d'une période de cinq ans. 
Pour les communes de moins de 10 000 habitants, une enquête de recensement portant sur toute la population est réalisée tous les cinq ans, les populations légales des années intermédiaires étant quant à elles estimées par interpolation ou extrapolation. Pour la commune, le premier recensement exhaustif entrant dans le cadre du nouveau dispositif a été réalisé en 2005,.
En 2021, la commune comptait 148 habitants, en évolution de +5,71 % par rapport à 2015 (Orne : −1,53 %, France hors Mayotte : +2,49 %).
La Cochère a compté jusqu'à 415 habitants en 841, mais les deux communes de La Cochère et La Roche-Nonant totalisaient 469 habitants lors du premier recensement républicain, en 1793 (respectivement 268 et 201 habitants).
| 1793 | 1800 | 1806 | 1821 | 1836 | 1841 | 1846 | 1851 | 1856 |
| ---- | ---- | ---- | ---- | ---- | ---- | ---- | ---- | ---- |
| 268  | 212  | 250  | 373  | 410  | 415  | 410  | 409  | 380  |

| 1861 | 1866 | 1872 | 1876 | 1881 | 1886 | 1891 | 1896 | 1901 |
| ---- | ---- | ---- | ---- | ---- | ---- | ---- | ---- | ---- |
| 395  | 368  | 334  | 299  | 299  | 321  | 363  | 329  | 345  |

| 1906 | 1911 | 1921 | 1926 | 1931 | 1936 | 1946 | 1954 | 1962 |
| ---- | ---- | ---- | ---- | ---- | ---- | ---- | ---- | ---- |
| 315  | 307  | 304  | 261  | 271  | 233  | 270  | 258  | 212  |

| 1968 | 1975 | 1982 | 1990 | 1999 | 2005 | 2010 | 2015 | 2019 |
| ---- | ---- | ---- | ---- | ---- | ---- | ---- | ---- | ---- |
| 228  | 197  | 180  | 175  | 138  | 155  | 152  | 140  | 150  |

## Économie
La commune est particulièrement tournée vers l'élevage équin, notamment de Pur-sang, et compte sept haras qui emploient une cinquantaine de personnes.

## Lieux et monuments
- Église Saint-Sauveur du XIIIe siècle.
- Le château de la Roche (XVIIIe siècle), partiellement inscrit au titre des monuments historiques[17].
- Vestiges d'une motte féodale[18].
- Dépendances du Haras du Pin.
- Vestiges de l'ancienne église Saint-Pierre de La Roche-Nonant (XVIIIe siècle).
- Vestiges du prieuré Saint-Sauveur et de sa chapelle Notre-Dame (douves).
- Le presbytère.

## Personnalités liées à la commune
- Martin-Guillaume Biennais (1764 à La Cochère - 1843), premier orfèvre de la cour de Napoléon.